# Collegio di Leeds North East
Leeds North East è un collegio elettorale inglese della Camera dei comuni del Parlamento del Regno Unito, situato nel West Yorkshire, nella regione dello Yorkshire e Humber. Elegge un membro del Parlamento con il sistema maggioritario a turno unico. Il rappresentante del collegio dal 1997 è il laburista Fabian Hamilton.

## Estensione
- 1918-1950: i ward del County Borough of Leeds di Crossgates, Roundhay, Seacroft e Shadwell, e parti dei ward di North e North East.
- 1950-1955: i ward del County Borough of Leeds di Burmantofts, Harehills, Potternewton e Richmond Hill.
- 1955-1974: i ward del County Borough of Leeds di Chapel Allerton, Potternewton, Roundhay e Woodhouse.
- 1974-1983: i ward del County Borough of Leeds di Chapel Allerton, Harehills, Roundhay, Scott Hall e Talbot.
- 1983-2010: i ward della Città di Leeds di Chapel Allerton, Moortown, North e Roundhay.
- dal 2010: i ward della Città di Leeds di Alwoodley, Chapel Allerton, Moortown e Roundhay.

## Membri del Parlamento
| Elezione | Elezione             | Deputato        | Partito      |
| -------- | -------------------- | --------------- | ------------ |
|          | 1918                 | John Birchall   | Conservatore |
| 1940 (S) | John Craik-Henderson |                 | Conservatore |
|          | 1945                 | Alice Bacon     | Laburista    |
|          | 1955                 | Osbert Peake    | Conservatore |
| 1956 (S) | Keith Joseph         |                 | Conservatore |
| 1987     | Timothy Kirkhope     |                 | Conservatore |
|          | 1997                 | Fabian Hamilton | Laburista    |

## Risultati elettorali

### Elezioni negli anni 2020
| Partito                    | Partito                                | Candidato                  | Risultati 4 luglio 2024 | Risultati 4 luglio 2024 |
| Partito                    | Partito                                | Candidato                  | Voti                    | %                       |
| -------------------------- | -------------------------------------- | -------------------------- | ----------------------- | ----------------------- |
|                            | Laburista                              | Fabian Hamilton            | 23 260                  | 51,50                   |
|                            | Conservatore                           | Chris Whiteside            | 7 177                   | 15,89                   |
|                            | Verdi                                  | Louise Jennings            | 5 911                   | 13,09                   |
|                            | Reform UK                              | Kieran White               | 3 426                   | 7,59                    |
|                            | Lib Dem                                | Gary Busuttil              | 2 168                   | 4,80                    |
|                            | Workers                                | Dawud Islam                | 2 067                   | 4,58                    |
|                            | Yorkshire                              | Ian Cowling                | 574                     | 1,27                    |
|                            | Alliance for Green Socialism           | Mike Davies                | 259                     | 0,57                    |
|                            | Social Democratico                     | Cordelia Lynan             | 125                     | 0,28                    |
|                            | Popoli Cristiani                       | Christopher Nicholson      | 109                     | 0,24                    |
|                            | Climate                                | Stewart Hey                | 91                      | 0,20                    |
|                            |                                        |                            |                         |                         |
| Iscritti                   | Iscritti                               | Iscritti                   | 70 178                  | 100,00                  |
| ↳ Votanti (% su iscritti)  | ↳ Votanti (% su iscritti)              | ↳ Votanti (% su iscritti)  | 45 167                  | 64,36                   |
| ↳ Astenuti (% su iscritti) | ↳ Astenuti (% su iscritti)             | ↳ Astenuti (% su iscritti) | 25 011                  | 35,64                   |
|                            |                                        |                            |                         |                         |
|                            | Esito: collegio confermato a Laburista |                            |                         |                         |

### Elezioni negli anni 2010
| Partito                    | Partito                                | Candidato                  | Risultati 12 dicembre 2019 | Risultati 12 dicembre 2019 |
| Partito                    | Partito                                | Candidato                  | Voti                       | %                          |
| -------------------------- | -------------------------------------- | -------------------------- | -------------------------- | -------------------------- |
|                            | Laburista                              | Fabian Hamilton            | 29 024                     | 57,47                      |
|                            | Conservatore                           | Amjad Bashir               | 11 935                     | 23,63                      |
|                            | Lib Dem                                | Jon Hannah                 | 5 665                      | 11,22                      |
|                            | Verdi                                  | Rachel Hartshorne          | 1 931                      | 3,82                       |
|                            | Brexit                                 | Inaya Folarin Iman         | 1 769                      | 3,50                       |
|                            | Socialismo Verde                       | Celia Foote                | 176                        | 0,35                       |
|                            |                                        |                            |                            |                            |
| Iscritti                   | Iscritti                               | Iscritti                   | 70 580                     | 100,00                     |
| ↳ Votanti (% su iscritti)  | ↳ Votanti (% su iscritti)              | ↳ Votanti (% su iscritti)  | 50 500                     | 71,55                      |
| ↳ Astenuti (% su iscritti) | ↳ Astenuti (% su iscritti)             | ↳ Astenuti (% su iscritti) | 20 080                     | 28,45                      |
|                            |                                        |                            |                            |                            |
|                            | Esito: collegio confermato a Laburista |                            |                            |                            |

| Partito                    | Partito                                | Candidato                  | Risultati 8 giugno 2017 | Risultati 8 giugno 2017 |
| Partito                    | Partito                                | Candidato                  | Voti                    | %                       |
| -------------------------- | -------------------------------------- | -------------------------- | ----------------------- | ----------------------- |
|                            | Laburista                              | Fabian Hamilton            | 33 436                  | 63,09                   |
|                            | Conservatore                           | Ryan Stephenson            | 16 445                  | 31,03                   |
|                            | Lib Dem                                | Jon Hannah                 | 1 952                   | 3,68                    |
|                            | Verdi                                  | Ann Forsaith               | 680                     | 1,28                    |
|                            | Yorkshire                              | Tess Seddon                | 303                     | 0,57                    |
|                            | Socialismo Verde                       | Celia Foote                | 116                     | 0,22                    |
|                            | Popoli Cristiani                       | Tim Mutamiri               | 67                      | 0,13                    |
|                            |                                        |                            |                         |                         |
| Iscritti                   | Iscritti                               | Iscritti                   | 70 009                  | 100,00                  |
| ↳ Votanti (% su iscritti)  | ↳ Votanti (% su iscritti)              | ↳ Votanti (% su iscritti)  | 53 102                  | 75,85                   |
| ↳ Astenuti (% su iscritti) | ↳ Astenuti (% su iscritti)             | ↳ Astenuti (% su iscritti) | 16 907                  | 24,15                   |
|                            |                                        |                            |                         |                         |
|                            | Esito: collegio confermato a Laburista |                            |                         |                         |

| Partito                    | Partito                                | Candidato                  | Risultati 7 maggio 2015 | Risultati 7 maggio 2015 |
| Partito                    | Partito                                | Candidato                  | Voti                    | %                       |
| -------------------------- | -------------------------------------- | -------------------------- | ----------------------- | ----------------------- |
|                            | Laburista                              | Fabian Hamilton            | 23 137                  | 47,91                   |
|                            | Conservatore                           | Simon Wilson               | 15 887                  | 32,90                   |
|                            | UKIP                                   | Warren Hendon              | 3 706                   | 7,67                    |
|                            | Lib Dem                                | Aqila Choudhry             | 2 569                   | 5,32                    |
|                            | Verdi                                  | Emma Carter                | 2 541                   | 5,26                    |
|                            | Socialismo Verde                       | Celia Foote                | 451                     | 0,93                    |
|                            |                                        |                            |                         |                         |
| Iscritti                   | Iscritti                               | Iscritti                   | 69 085                  | 100,00                  |
| ↳ Votanti (% su iscritti)  | ↳ Votanti (% su iscritti)              | ↳ Votanti (% su iscritti)  | 48 291                  | 69,90                   |
| ↳ Astenuti (% su iscritti) | ↳ Astenuti (% su iscritti)             | ↳ Astenuti (% su iscritti) | 20 794                  | 30,10                   |
|                            |                                        |                            |                         |                         |
|                            | Esito: collegio confermato a Laburista |                            |                         |                         |

| Partito                    | Partito                                | Candidato                  | Risultati 6 maggio 2010 | Risultati 6 maggio 2010 |
| Partito                    | Partito                                | Candidato                  | Voti                    | %                       |
| -------------------------- | -------------------------------------- | -------------------------- | ----------------------- | ----------------------- |
|                            | Laburista                              | Fabian Hamilton            | 20 287                  | 42,68                   |
|                            | Conservatore                           | Matthew Lobley             | 15 742                  | 33,12                   |
|                            | Lib Dem                                | Aqila Choudhry             | 9 310                   | 19,59                   |
|                            | UKIP                                   | Warren Hendon              | 842                     | 1,77                    |
|                            | BNP                                    | Thomas Redmond             | 758                     | 1,59                    |
|                            | Socialismo Verde                       | Celia Foote                | 596                     | 1,25                    |
|                            |                                        |                            |                         |                         |
| Iscritti                   | Iscritti                               | Iscritti                   | 67 907                  | 100,00                  |
| ↳ Votanti (% su iscritti)  | ↳ Votanti (% su iscritti)              | ↳ Votanti (% su iscritti)  | 47 535                  | 70,00                   |
| ↳ Astenuti (% su iscritti) | ↳ Astenuti (% su iscritti)             | ↳ Astenuti (% su iscritti) | 20 372                  | 30,00                   |
|                            |                                        |                            |                         |                         |
|                            | Esito: collegio confermato a Laburista |                            |                         |                         |

### Elezioni negli anni 2000
| Partito                    | Partito                                | Candidato                  | Risultati 5 maggio 2005 | Risultati 5 maggio 2005 |
| Partito                    | Partito                                | Candidato                  | Voti                    | %                       |
| -------------------------- | -------------------------------------- | -------------------------- | ----------------------- | ----------------------- |
|                            | Laburista                              | Fabian Hamilton            | 18 632                  | 44,93                   |
|                            | Conservatore                           | Matthew Lobley             | 13 370                  | 32,24                   |
|                            | Lib Dem                                | Jonathan Brown             | 8 427                   | 20,32                   |
|                            | Socialismo Verde                       | Celia Foote                | 1 038                   | 2,50                    |
|                            |                                        |                            |                         |                         |
| Iscritti                   | Iscritti                               | Iscritti                   | 63 308                  | 100,00                  |
| ↳ Votanti (% su iscritti)  | ↳ Votanti (% su iscritti)              | ↳ Votanti (% su iscritti)  | 41 467                  | 65,50                   |
| ↳ Astenuti (% su iscritti) | ↳ Astenuti (% su iscritti)             | ↳ Astenuti (% su iscritti) | 21 841                  | 34,50                   |
|                            |                                        |                            |                         |                         |
|                            | Esito: collegio confermato a Laburista |                            |                         |                         |

| Partito                    | Partito                                | Candidato                  | Risultati 7 giugno 2001 | Risultati 7 giugno 2001 |
| Partito                    | Partito                                | Candidato                  | Voti                    | %                       |
| -------------------------- | -------------------------------------- | -------------------------- | ----------------------- | ----------------------- |
|                            | Laburista                              | Fabian Hamilton            | 19 540                  | 49,13                   |
|                            | Conservatore                           | Owain Rhys                 | 12 451                  | 31,31                   |
|                            | Lib Dem                                | Jonathan Brown             | 6 325                   | 15,90                   |
|                            | Leeds Left Alliance                    | Celia Foote                | 770                     | 1,94                    |
|                            | UKIP                                   | Jeffrey Miles              | 382                     | 0,96                    |
|                            | Laburista Socialista                   | Colin Muir                 | 173                     | 0,43                    |
|                            | Indipendente                           | Mohammed Zaman             | 132                     | 0,33                    |
|                            |                                        |                            |                         |                         |
| Iscritti                   | Iscritti                               | Iscritti                   | 64 150                  | 100,00                  |
| ↳ Votanti (% su iscritti)  | ↳ Votanti (% su iscritti)              | ↳ Votanti (% su iscritti)  | 39 773                  | 62,00                   |
| ↳ Astenuti (% su iscritti) | ↳ Astenuti (% su iscritti)             | ↳ Astenuti (% su iscritti) | 24 377                  | 38,00                   |
|                            |                                        |                            |                         |                         |
|                            | Esito: collegio confermato a Laburista |                            |                         |                         |

## Risultati dei referendum

### Referendum sulla permanenza del Regno Unito nell'Unione europea del 2016
|             | Collegio         | Lasciare UE % | Rimanere in UE % |
| ----------- | ---------------- | ------------- | ---------------- |
|             | Leeds North East | 37,3%         | 62,7%            |
|             | Inghilterra      | 53,3%         | 46,7%            |
| Regno Unito | 51,9%            | 48,1%         |                  |